# Ratiboř (vojenský újezd Hradiště)
Ratiboř (německy Rodbern) je zaniklá vesnice ve vojenském újezdu Hradiště v okrese Karlovy Vary v Karlovarském kraji. Ležela v Doupovských horách asi 800 metrů jihozápadně od Kojetína v nadmořské výšce okolo 460 metrů.

## Název
Název vesnice je zdrobnělinou slova jména Ratboř. To vzniklo připojením přivlastňovací přípony k osobnímu jménu Ratibor ve významu Ratiborův dvůr. V písemných pramenech se objevuje ve tvarech: Ratiborz (1406), in Ratiborzi (1447), Ratiborze (1545), Rothwar (1654), Rodbern a Rotwern (1787) a Rodbern (1846).

## Historie
První písemná zmínka o Ratiboři pochází z roku 1406 a o pět let později vesnice patřila ke kojetínskému statku. V roce 1447 byla vesnice částí vintířovského panství, u něhož zůstala až do zrušení patrimoniální správy. Po třicetileté válce ve vsi podle berní ruly žilo sedm chalupníků a jeden poddaný bez pozemků.
Ratiboř byla od roku 1869 až do svého zániku osadou Kojetína. Na začátku dvacátého století ve vsi provozovali řemeslo kovář, krejčí, kolář a dva ševci. Ze služeb fungovaly jen hostinec, trafika a obchod s potravinami. Vesnice zanikla v důsledku zřízení vojenského újezdu ve třetí etapě rušení sídel. Vysídlena byla k 15. květnu 1954. Část jejího katastrálního území, které původně měřilo 174 hektarů, byla připojena ke Kojetínu.

## Přírodní poměry
Ratiboř mívala půdorys okrouhlice a stávala v katastrálním území Žďár u Hradiště v okrese Karlovy Vary, asi jeden kilometr jihozápadně od Kojetína. Nacházela se v nadmořské výšce okolo 445 metrů. Oblast se nachází v severovýchodní části Doupovských hor, konkrétně v jejich okrsku Rohozecká vrchovina. Půdní pokryv v širším okolí tvoří kambizem eutrofní.
V rámci Quittovy klasifikace podnebí Ratiboř stála v mírně teplé oblasti MT4, pro kterou jsou typické průměrné teploty −2 až −3 °C v lednu a 16–17 °C v červenci. Roční úhrn srážek dosahuje 500–750 milimetrů, sníh zde leží 60–80 dní v roce. Mrazových dnů bývá 110–130, zatímco letních dnů jen 20–30.

## Obyvatelstvo
Při sčítání lidu v roce 1921 zde žilo 134 obyvatel (z toho 63 mužů) německé národnosti a římskokatolického vyznání. Podle sčítání lidu z roku 1930 měla vesnice 110 obyvatel se stejnou národnostní a náboženskou strukturou.
|           | 1869 | 1880 | 1890 | 1900 | 1910 | 1921 | 1930 | 1950 |
| --------- | ---- | ---- | ---- | ---- | ---- | ---- | ---- | ---- |
| Obyvatelé | 122  | 136  | 130  | 117  | 109  | 134  | 110  | 26   |
| Domy      | 20   | 23   | 24   | 25   | 27   | 28   | 27   | 20   |